# Christo Chadżiperew
Christo Chadżiperew (bułg. Христо Хаджиперев, ur. 22 maja 1987 w Sofii) – bułgarski wioślarz.

## Osiągnięcia
- Mistrzostwa Europy – Poznań 2007 – dwójka bez sternika – 8. miejsce[1].